# Santi Millán
Santiago Millán Montes (Barcelona, 13 de septiembre de 1968), conocido como Santi Millán, es un presentador de televisión, humorista y actor español. Es el presentador del programa de televisión Got Talent España de la cadena española Telecinco.

## Biografía
Actor en Televisión Española en programas como El día por delante (1989) o El martes que viene (1990); en TV3 en el especial de Nochevieja de 1989 y las series Els grau en 1991 o Teresina S. A. en 1993; y, en Telecinco, en Me lo dijo Pérez en 1999. 
En 1999 abandonó La Cubana y se incorporó a La cosa nostra, el late night que presentaba Andreu Buenafuente en TV3. Interpretaba a un personaje llamado Paco Monteagudo, reportero de aquel programa que se mantuvo en antena hasta el 2000 y que, además de notables cifras de audiencia, obtuvo distinciones como el Premio Ondas. Su colaboración con Buenafuente provocó que, en enero de 2001, participara en el late La última noche (Telecinco), producido por El Terrat y cancelado a las pocas semanas. A finales de ese año regresó a TV3 junto a su amigo José Corbacho, con quien ya había coincidido en anteriores proyectos de La Cubana y El Terrat, con el programa de improvisación A pèl, también producido por El Terrat. Curiosamente, también coincidieron en su regreso a los escenarios con el espectáculo cómico 5hombres.com. Millán, además, compaginaba su trabajo en televisión y el teatro con su colaboración en el programa de radio El Terrat, presentado por Andreu Buenafuente en Radio Barcelona (Cadena SER).
En 2002 se incorporó a Periodistas (Telecinco), serie producida por Globomedia en la que interpretaba al reportero gráfico Pep. Tras la finalización de la serie ese mismo año, se unió a un proyecto de la misma productora: 7 vidas. En ella se mantuvo durante cuatro temporadas encarnando a Sergio Antúnez, el novio de Vero (Eva Santolaria) y el hermano de Pablo (Leandro Rivera). Paralelamente, colaboraba con Buenafuente en el late Una altra cosa (TV3).
En 2003 estrenó la película Vivancos 3 y, un año después, Di que sí. También interpretó pequeños papeles en Torrente 2: Misión en Marbella (2000), Lisístrata (2002) y Nudos (2003). En 2005 Ventura Pons le llamó para su primer papel dramático protagonista: Amor idiota. Encadenó este rodaje con el de la comedia Va a ser que nadie es perfecto, película dirigida por Joaquín Oristrell.
En enero de 2005, Buenafuente trasladó el late de la televisión catalana a Antena 3 y se llevó consigo a su equipo habitual, entre ellos a Santi Millán, que colaboró durante la primera temporada.

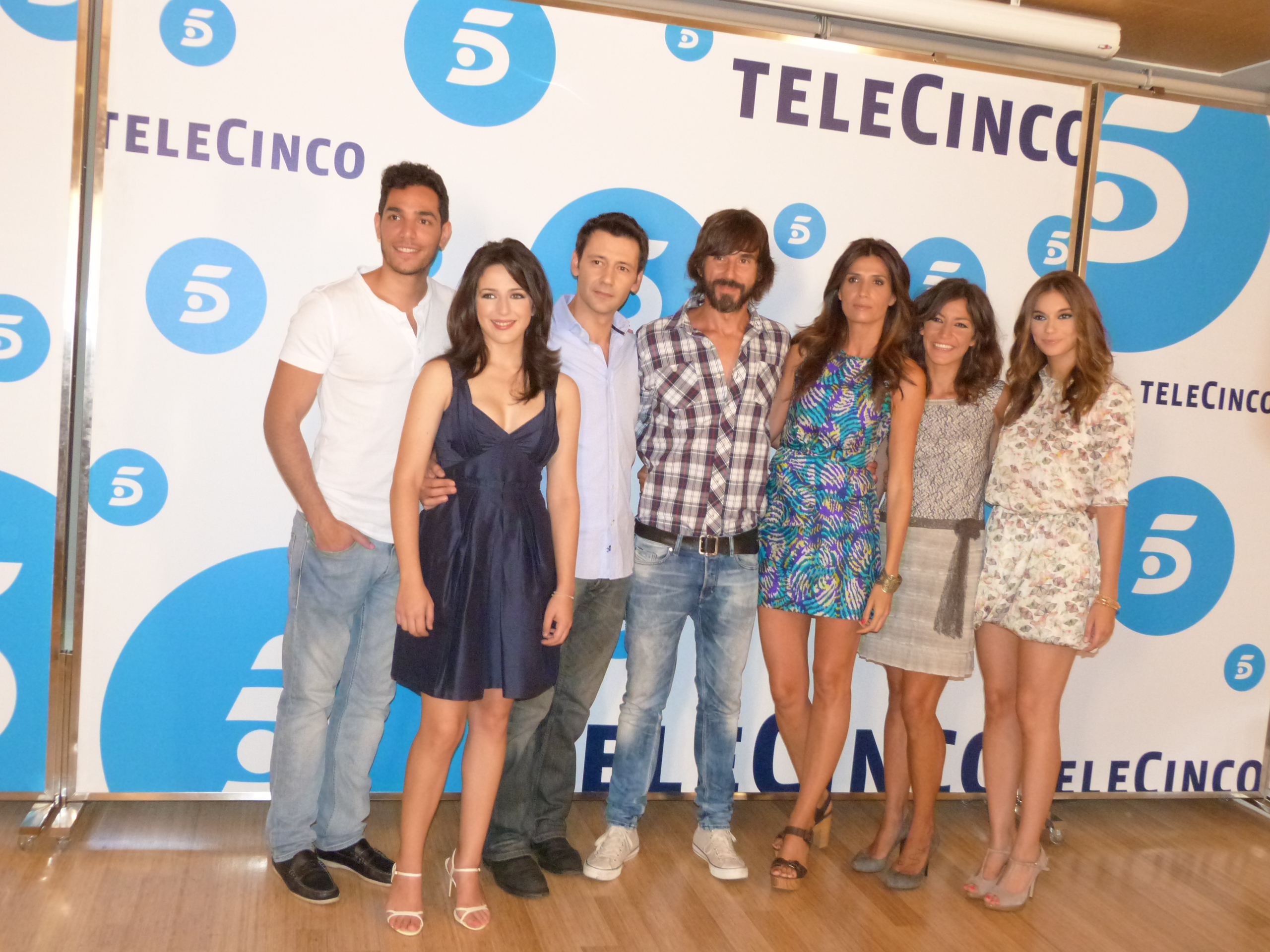
Santi Millán en la presentación de Frágiles

Un año después, protagonizó la serie Divinos (Antena 3), producida por El Terrat y cancelada dos semanas después de su estreno.
En 2007 abandonó El Terrat y creó su propia productora: Zoo Partners Entertainment (Zoopa). El 10 de octubre de 2007 estrenó en TV3 su primer programa propio: Boqueria 357, que se emitió hasta marzo de 2008. Regresó con una segunda temporada, el verano de ese año, como Boqueria After Sun. Paralelamente, Millán protagonizó la serie LEX (Antena 3), junto a Javier Cámara y Nathalie Poza.
En 2009 participó en el proyecto X1Fin: Juntos por el Sáhara y, entre abril y junio de 2010, presentó el late UAU! (Cuatro).
En 2012 se estrenó la serie Frágiles (Telecinco), protagonizada por Millán y fichó como colaborador del programa El hormiguero. Sería en 2014 cuando se estrenaría la serie Chiringuito de Pepe, protagonizada por Millán junto a Jesús Bonilla y Blanca Portillo.
Desde enero de 2016, presenta el programa Got Talent España en Telecinco junto a los jueces Jorge Javier Vázquez, Eva Hache, Edurne y Risto Mejide.
En el verano del 2017, se incorpora como jurado al programa Me lo dices o me lo cantas presentado por Jesús Vázquez en esa misma cadena. En 2019 formará parte de dos series El pueblo para Telecinco y en la segunda temporada de Benvinguts a la família de TV3. Desde mayo de 2019 presenta en Cuatro el talent show Adivina qué hago esta noche.
Entre todos los trabajos que ha realizado como actor, algunos de los más destacados son 7 vidas, Periodistas, Chiringuito de Pepe, Frágiles, El pueblo, La habitación de Fermat y Va a ser que nadie es perfecto.

## Vida personal
En 2005 se casó con la directora y realizadora de televisión, Rosa Olucha, junto a la que es padre de dos hijos: Marc y Rut. 

## Filmografía

### Cine
| Año  | Película                              | Papel           | Director                        | Género               | Duración |
| ---- | ------------------------------------- | --------------- | ------------------------------- | -------------------- | -------- |
| 1996 | El amor perjudica seriamente la salud | Secretario      | Manuel Gómez Pereira            | Comedia romántica    | 2h       |
| 1999 | Això s'acaba                          | Paco Montagudo  | Sònia Sánchez                   | Comedia              | 1h       |
| 2000 | Torrente 2: Misión en Marbella        | Fotógrafo       | Santiago Segura                 | Comedia              | 1h 34m   |
| 2000 | Catalans a la romana                  | Quint Globus    | Oriol Grau                      | Comedia              |          |
| 2002 | Lisístrata                            | Soldado Zeto    | Francesc Bellmunt               | Comedia              | 1h 29m   |
| 2003 | Nudos                                 | Gabino          | Lluís María Güell               | Drama                | 1h 35m   |
| 2003 | Vivancos 3                            | Tino            | Albert Saguer                   | Comedia/Thriller     | 1h 30m   |
| 2004 | Di que sí                             | Víctor Martínez | Juan Calvo                      | Comedia romántica    | 1h 42m   |
| 2005 | Amor idiota                           | Pere-Lluc       | Ventura Pons                    | Drama/Romance        | 1h 45m   |
| 2006 | Va a ser que nadie es perfecto        | Rubén           | Joaquín Oristrell               | Comedia              | 1h 40m   |
| 2007 | La habitación de Fermat               | Pascal          | Luis Piedrahíta, Rodrigo Sopeña | Thriller psicológico | 1h 27m   |
| 2008 | Rivales                               | Xavier Rovira   | Fernando Colomo                 | Comedia              | 1h 40m   |
| 2008 | Reacción                              | Auxiliador      | David Victori                   | Drama                | 13m      |
| 2010 | Bruc, el desafío                      | De la Mata      | Daniel Benmayor                 | Aventuras            | 1h 35m   |
| 2011 | Año de gracia                         | Pere            | Ventura Pons                    | Comedia              | 1h 35m   |
| 2011 | Mil cretinos                          | Robin Hood      | Ventura Pons                    | Comedia/Drama        | 1h 32m   |
| 2013 | Solo para dos                         | Gonzalo         | Roberto Santiago                | Comedia romántica    | 1h 37m   |
| 2013 | Menú degustación                      | Presentador     | Roger Gual                      | Comedia romántica    | 1h 25m   |
| 2013 | Algo concreto (cortometraje)          | Hombre oficina  | Daniel Benmayor                 | Comedia              | 7m       |
| 2014 | Tú y yo                               | Policía         | Kike Maíllo                     | Drama/Romance        | 53m      |
| 2014 | Dos a la carta                        |                 | Robert Bellsolà                 | Comedia              | 1h 28m   |
| 2018 | 10 Trets                              | Bojan           | Daniel Torres Santeugini        | Thriller             |          |
| 2021 | Espejo, espejo                        | Álvaro          | Marc Crehuet                    | Comedia              | 1h 20m   |
| 2021 | Traición Santa                        | Joshua Houston  | Álex de la Iglesia              | Drama                | 2h 06m   |

### Doblajes
| Año  | Película        | Papel       | Actor Original  |
| ---- | --------------- | ----------- | --------------- |
| 2011 | Paul            | Paul        | Seth Rogen      |
| 2012 | Ted             | Ted         | Seth MacFarlane |
| 2015 | Ted 2           | Ted         | Seth MacFarlane |
| 2016 | ¡Canta!         | Mike        | Seth MacFarlane |
| 2022 | Los tipos malos | Sr. Tiburón | Craig Robinson  |
| 2023 | Vida perra      | Reggie      | Will Ferrell    |

### Series de televisión
| Año         | Serie                         | Cadena                  | Papel                    | Notas        |
| ----------- | ----------------------------- | ----------------------- | ------------------------ | ------------ |
| 1993        | Teresina S. A.                | TV3                     | Pepe                     | 12 episodios |
| 1999        | Me lo dijo Pérez              | Telecinco               | Santi                    | 1 episodio   |
| 2001        | Jet Lag                       | TV3                     | Gerard                   | 1 episodio   |
| 2002        | Periodistas                   | Telecinco               | Josep "Pep" Portabella   | 8 episodios  |
| 2003 - 2006 | 7 vidas                       | Telecinco               | Sergio Antúnez           | 72 episodios |
| 2005        | Lo Cartanyà                   | TV3                     | Pepe Ortiz               | 1 episodio   |
| 2006        | Divinos                       | Antena 3                | Álex                     | 9 episodios  |
| 2006        | Los simuladores               | Cuatro                  | Marcos Arévalo           | 1 episodio   |
| 2007 - 2008 | Cuestión de sexo              | Cuatro                  | Jorge                    | 5 episodios  |
| 2008        | LEX                           | Antena 3                | Gonzalo Xifré            | 16 episodios |
| 2012 - 2013 | Frágiles                      | Telecinco               | Pablo Morillas           | 16 episodios |
| 2014; 2016  | Chiringuito de Pepe           | Telecinco               | Sergi Roca               | 26 episodios |
| 2019        | Benvinguts a la família       | TV3                     | Manu García              | 9 episodios  |
| 2019 - 2023 | El pueblo                     | Telecinco / Prime Video | Rafael Orellana "Moncho" | 25 episodios |
| 2022; 2024  | Machos alfa                   | Netflix                 | Patrick Garay            | 7 episodios  |
| 2023        | Los artistas: primeros trazos | Vix+                    | Rubén Guerrero           | 3 episodios  |

### Programas de televisión

#### Como presentador
| Año               | Programa                          | Canal              | Notas                  |
| ----------------- | --------------------------------- | ------------------ | ---------------------- |
| 1989 - 1990       | Especial cap d'any                | TV3                | Presentador            |
| 1996              | La Marató                         | TV3                | Presentador            |
| 2001 - 2003       | A pelo                            | TV3                | Presentador            |
| 2007 - 2008       | Boqueria 357                      | TV3                | Presentador y director |
| 2008 - 2009       | Gala Premios Ondas                | Cuatro             | Presentador y director |
| 2010              | UAU!                              | Cuatro             | Presentador            |
| 2016 - presente   | Got Talent España                 | Telecinco          | Presentador            |
| 2016              | LOS40 Music Awards                | 40TV / Divinity    | Presentador            |
| 2018              | Mi madre cocina mejor que la tuya | Telecinco          | Presentador            |
| 2019 - 2020; 2024 | Adivina qué hago esta noche       | Cuatro / Telecinco | Presentador            |
| 2020              | Got Talent: Lo mejor del mundo    | Telecinco          | Presentador            |
| 2025              | Caiga quién caiga                 | Telecinco          | Presentador            |

#### Como colaborador
| Año         | Programa                   | Canal     | Notas       |
| ----------- | -------------------------- | --------- | ----------- |
| 1989        | El día por delante         | La 1      | Humorista   |
| 1989        | Especial Nochebuena en TVE | La 1      | Humorista   |
| 1990        | El martes que viene        | La 1      | Colaborador |
| 1999 - 2000 | La cosa nostra             | TV3       | Reportero   |
| 2001        | La última noche            | Telecinco | Subdirector |
| 2001 - 2005 | El club de la comedia      | Digital + | Humorista   |
| 2002 - 2003 | Una altra cosa             | TV3       | Reportero   |
| 2005        | Buenafuente                | Antena 3  | Colaborador |
| 2012 - 2015 | El hormiguero              | Antena 3  | Colaborador |
| 2015        | Sopa de gansos             | Cuatro    | Humorista   |
| 2017        | Me lo dices o me lo cantas | Telecinco | Jurado      |
| 2019        | Donde menos te lo esperas  | Cuatro    | Narrador    |

#### Como invitado
| Año                     | Programa            | Canal     | Notas    |
| ----------------------- | ------------------- | --------- | -------- |
| 2002; 2009; 2013 - 2015 | Pasapalabra         | Telecinco | Invitado |
| 2014; 2022              | Planeta Calleja     | Cuatro    | Invitado |
| 2017                    | Dani & Flo          | Cuatro    | Invitado |
| 2019                    | Mi casa es la tuya  | Telecinco | Invitado |
| 2019                    | Gran Hermano Dúo    | Telecinco | Invitado |
| 2021                    | El concurso del año | Cuatro    | Invitado |
| 2022                    | La noche D          | La 1      | Invitado |
| 2023                    | Late xou            | La 2      | Invitado |

### Teatro
| Año             | Obra                                        |
| --------------- | ------------------------------------------- |
| 1988            | Cubanas a la carta                          |
| 1989            | Cómeme el coco, negro                       |
| 1992            | Cubana Maratón dancing                      |
| 1994 - 1998     | Cegada de amor                              |
| 2000            | 5hombres.com                                |
| 2006 - 2007     | Wanted, el show de los cómicos más buscados |
| 2008            | Singles, de Toni Moog                       |
| 2010            | Más allá del puente                         |
| 2013 - presente | Santi Millán Live!                          |
| 2016 - presente | Estamos mejor que nunca                     |

### Radio
| Año         | Programa  | Emisora         |
| ----------- | --------- | --------------- |
| 2001 - 2002 | El Terrat | Radio Barcelona |

### Videoclips
| Año  | Título            | Artista |
| ---- | ----------------- | ------- |
| 2004 | Fuente de energía | Estopa  |

## Premios
- Unión de Actores.
- Candidato al premio de mejor actor secundario de televisión por 7 vidas (2004, 2005).
- Fotogramas de Plata
- Candidato al premio de mejor actor de televisión (2004)
- Candidato al premio de mejor actor de cine (2005)